# BLS AG RBDe565形/RDBe566形電車

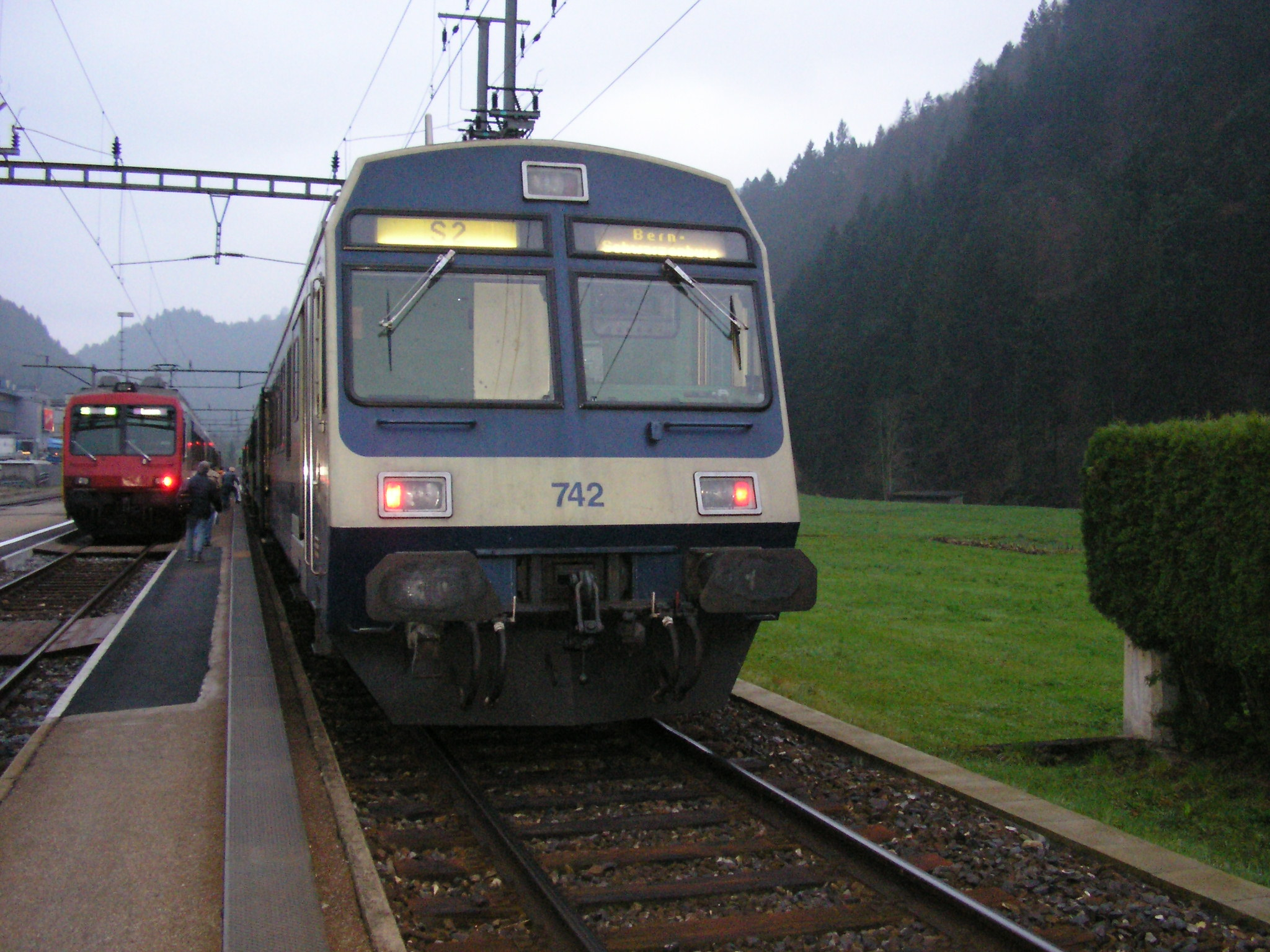
RBDe565 742号機、旧BLS塗装

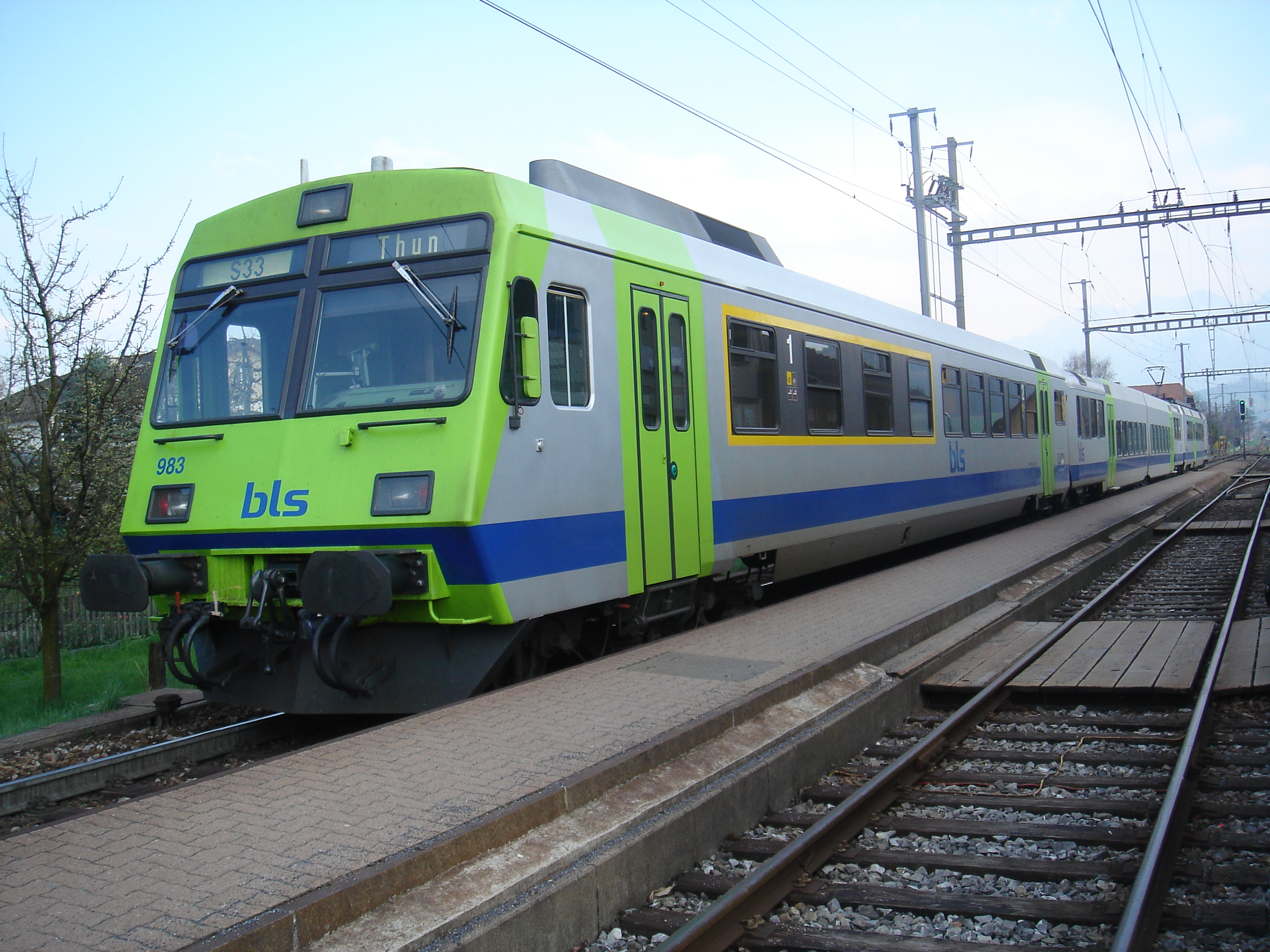
ABt983 - B Jumbo -RBDe565 726の編成、中間車は2車体3台車の低床式、新塗装

BLS AG RBDe565形/RDBe566形電車(BLS AG RBDe565がた/RBDe566がたでんしゃ)は、スイスの大手の私鉄であるBLS AGで使用されている電車であり、同形車であるが、さまざまな会社がBLS AGに統合された経緯から形式名が分かれており、BLSグループが製造した機体がRBDe565形、EBTグループが製造した機体がRBDe566形となっている。

## 概要
後にBLS AGに統合された、アルプス越えルートの一つであるレッチュベルクルートを擁するベルン-レッチュベルク-シンプロン鉄道（Bern-Lötschberg-Simplon-Bahn（BLS））では、旧型の1935-64年製のさまざまな形式の電車が区間列車に使用されていたが、本機はこれらうち旧型のABDZe4/6形の代替およびベルンのSバーン用のRBDe4/4形として1981年から製造され、同様にBLSの各系列会社のシュピーツ-エルレンバッハ-ツヴァイジメン鉄道、ギュルベタル-ベルン-シュヴァルツェンブルク鉄道、ベルン-ノイエンブルク鉄道にも投入されてABDe2/8形やABDe4/8 741-743形などの旧型機を置き換えている。また、本機の製造に際しては同様のニーズがあった同じ標準軌の私鉄であるボーデンゼー-トゲンブルク鉄道とフリブール・グリュエール-フリブール-モラ鉄道との共同開発がなされ、共通化された仕様のもと同一の主要電機品を搭載した「Privatbahn-NPZ」もしくは「EAV-Triebwagen II」と呼ばれるシリーズを形成し、後にヴァル＝ド＝トラヴェール地域鉄道でも導入されている。そして後に同じBLS AGに統合されることとなるスイス中央部の私鉄のEBTグループのエメンタル-ブルクドルフ-トゥーン鉄道、ソロトゥルン-ミュンスター鉄道、フットヴィル連合鉄道でもこの本機をRBDe4/4II形として1984年から13両を製造し、シャトルトレイン用として使用している。なお、新しいUIC形式ではBLSグループのRBDe4/4形がRBDe565形、EBTグループのRBDe4/4II形がRBDe566形となったが、最終的に2006年にBLS AGに統合された際にも形式名はそのままであったため、同形車でありながら形式が2つに分かれることとなった。本機はサイリスタ位相制御により最大186kN、1時間定格88kNの牽引力と125km/hの最高速度の性能を持ち、主に同型の制御客車と客車との編成で使用される汎用機であり、車体と機械部分の製造をSIG、台車の製造をSWP、電機部分、主電動機の製造をBBCが担当している。なお、同シリーズでもボーデンゼー-トゲンブルク鉄道の機体は台車をSIG、車体をFZAが担当しているほか、スイス連邦鉄道（スイス国鉄）でも本シリーズをベースにして最高速度を140km/hとするなどの変更をしたRBDe560形「NPZ」を大量に製造している。
各ロットの機番と製造時所属、製造年は以下の通り
BLSグループの機体
- RBDe4/4→RBDe565
  - 721-722 - BLS - 1981-82年
  - 723-724 - SEZ - 1981-82年
  - 725-729 - GBS - 1981-82年
  - 730 - BN - 1981-82年
  - 731 - BLS - 1984-85年
  - 732-733 - SEZ - 1984-85年
  - 734-736 - GBS - 1984-85年
  - 737-738 - BN - 1984-85年
  - 739 - SEZ - 1991-92年
  - 740 - GBS - 1991-92年
  - 741-742 - BN - 1991-92年

EBTグループの機体
- RBDe4/4II→RBDe566
  - 227-233 - EBT - 1984-85年
  - 262-265 - VHB - 1984-85年
  - 282-283 - SMB - 1984-85年
    - （2002年に230-242に改番）

各機体の機体名（沿線の都市の名前など）は以下の通り
BLSグループの機体
- 731 - Bümpliz und Holligen
- 732 - Erlenbach im Simmental
- 733 - Boltigen
- 734 - Ins/Anet
- 735 - Belp
- 736 - Toffen
- 737 - Ferenbalm und Mühleberg
- 738 - Kerzers/Ried
- 739 - Wimmis
- 740 - Uetendorf
- 741 - Marin-Epagnier
- 742 - St-Blaise

EBTグループの機体
- 230 - Oberdiesbach
- 231 - Kirchberg, Alchenflüh, Rüdtligen
- 232 - Grosshöchstetten
- 233 - Lützelflüh
- 234 - Trachselwald / Emmental
- 235 - Gerlafingen
- 236 - Hasle, Rüegsau
- 237 - Sumiswald
- 238 - Rohrbach
- 239 - Zell
- 240 - Madiswil
- 241 - Langendorf
- 242 - Lommiswil

## 仕様

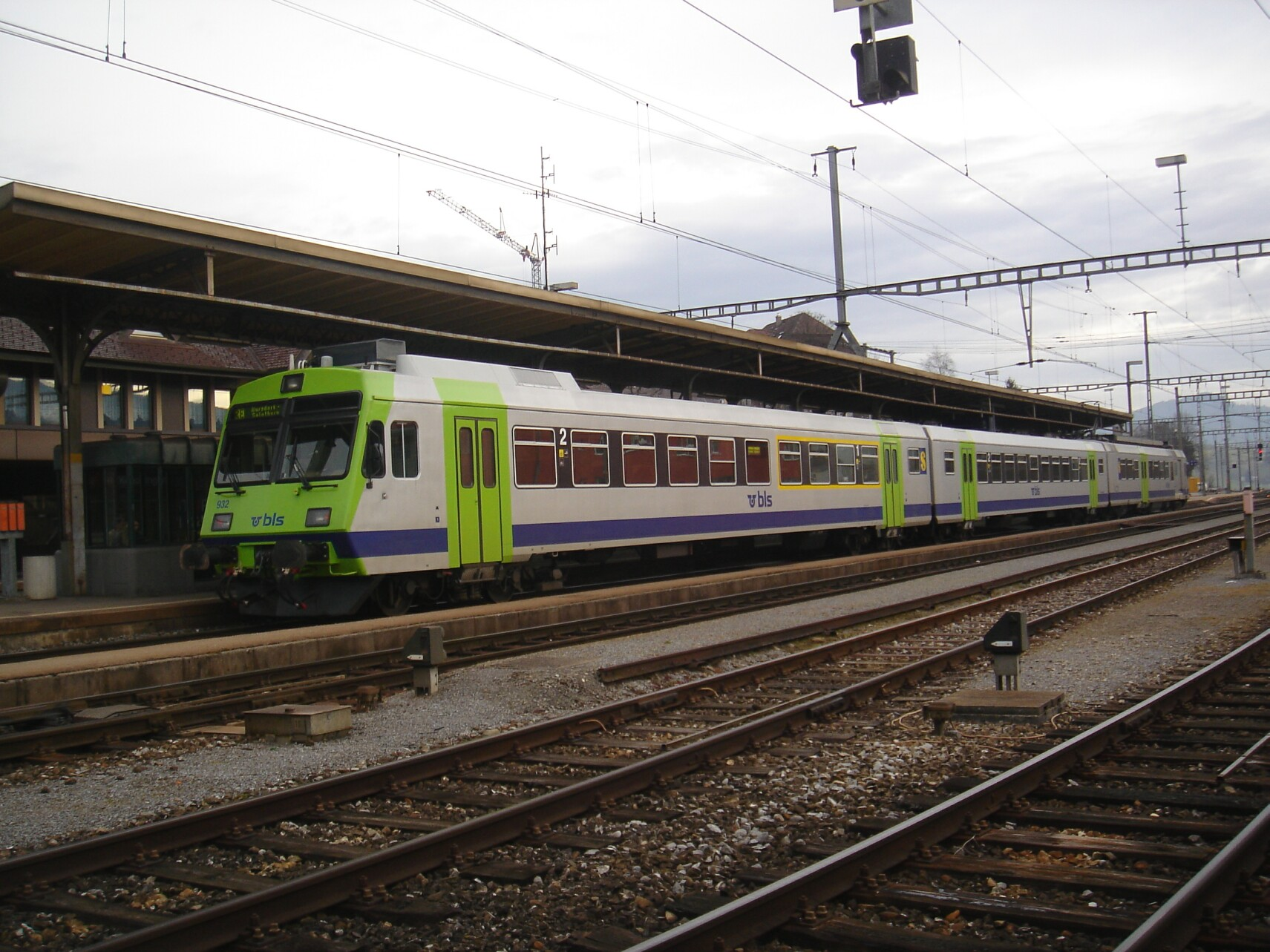
ABt 932 - B 515 - RBDe566 232の編成、BLS塗装

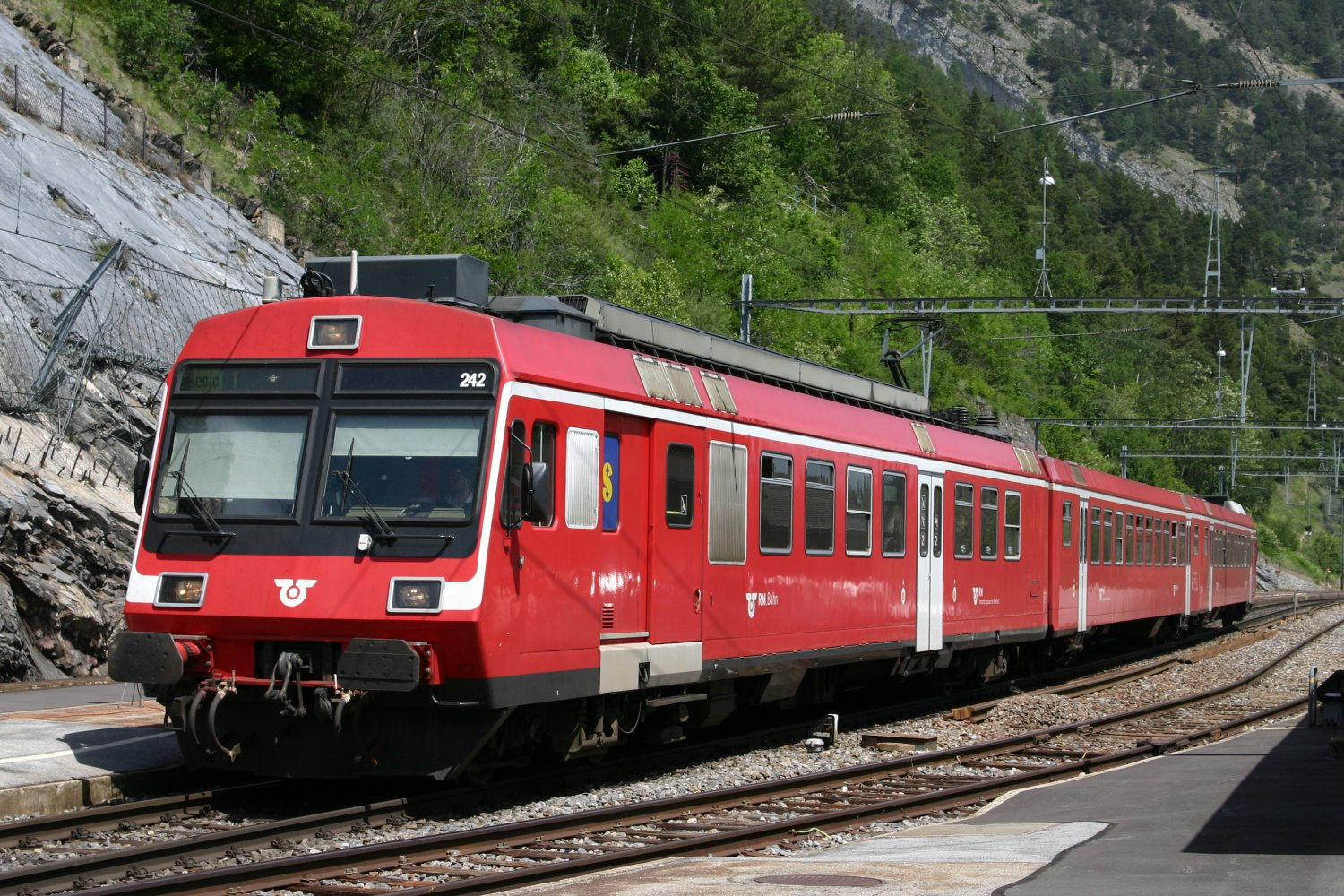
RBDe566 242他の編成、赤系BLS塗装

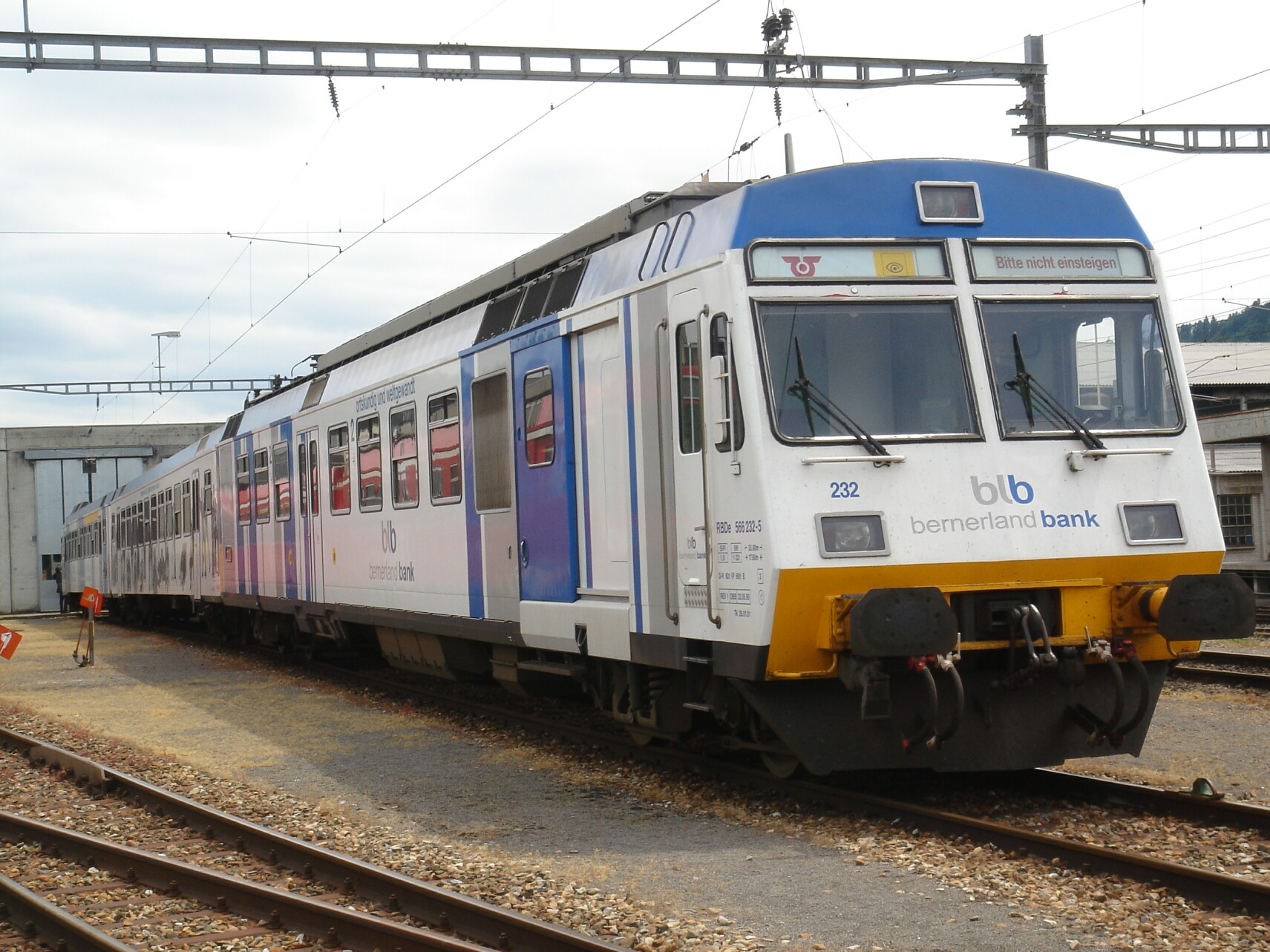
RBDe566 232 - B 518 - ABt 932、広告塗装

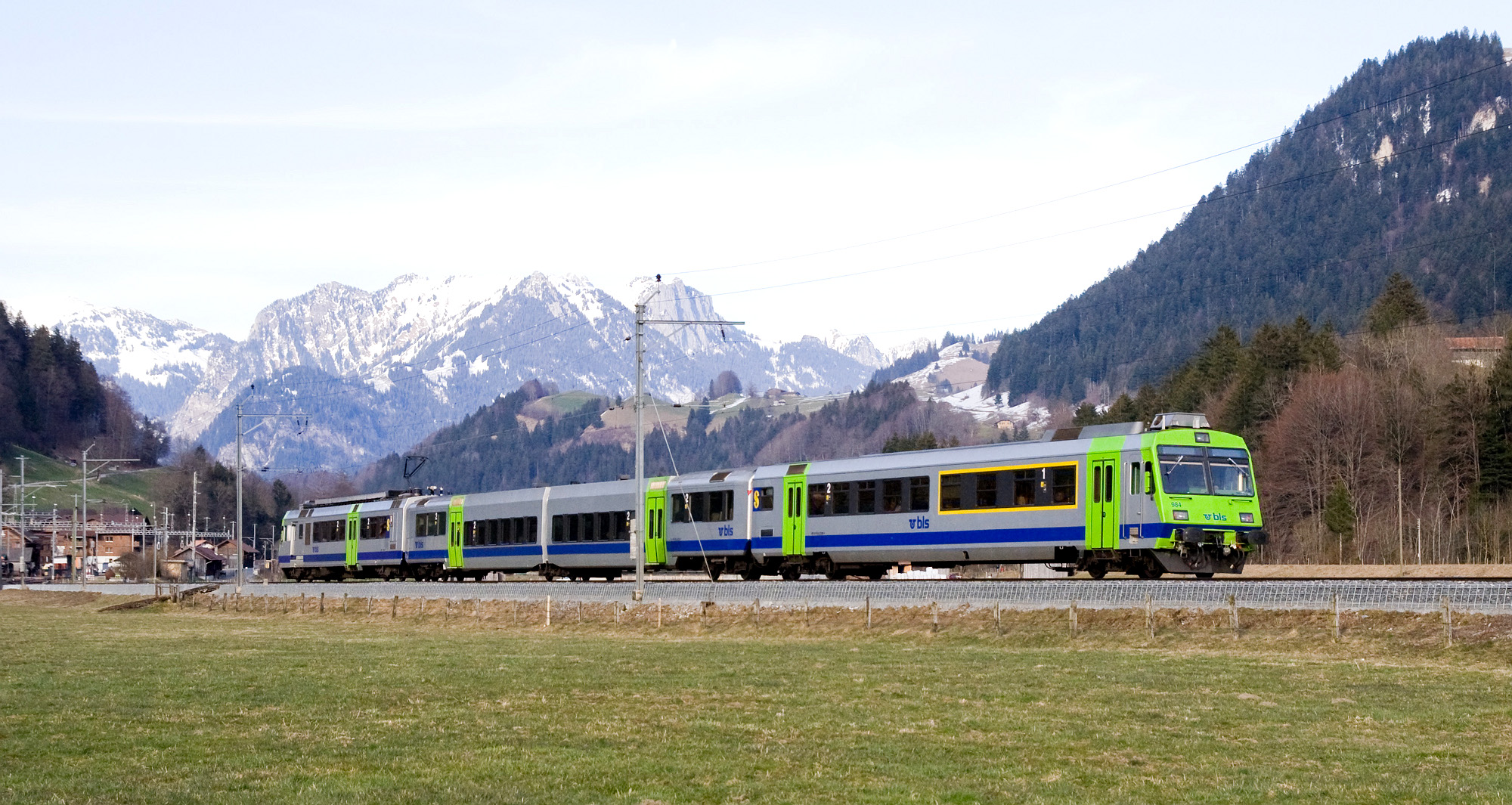
RBDe565形、B Jumboを連結した近年の標準的な編成

### 車体
- 車体は片運転台の鋼製でUIC基準505-2に準拠した車端荷重1500kNに対応した、スイス国鉄のRABDe511形をベースとした直線基調のデザインとなっており、正面はくの字形状に2枚窓とその上部に表示器窓の構成で、窓下部左右と上部に角型の前照灯と標識灯のユニットを埋込式に設置している。車体は運転室の後位が機器室と荷物室、その後位が客室で、中央の出入口とデッキで前後に分けられており、前位側が座席定員31名、後位側が24名となっており、車体最後部が機器室となっている。
- デッキ部は床面高さ1030mmでホームからステップ2段を経由して乗車し、さらに客室へはスロープを経て入室する。客室は2+2列の4人掛けの固定式クロスシートで、1名分ずつの独立した形状のバケットシートで肘掛とビニールクロス貼りのヘッドレスト付である。また、客扉は両開きのプラグドア、客室窓は上部のみ左右引違式のものである。
- 運転室はスイスやドイツで一般的な円形のハンドル式のマスターコントローラーで、乗務員室扉は反運転席側のみ、運転室の側面窓には電動式のバックミラーが設置されている。なお、ベルン-レッチュベルク-シンプロン鉄道の車両は通常右側運転台であるが、本機はボーデンゼー-トゲンブルク鉄道の機体と共通設計とするため左側運転台となっている。また、連結器は通常の客車を中間車に使用できるよう通常のねじ式連結器となっており、角型の緩衝器（バッファ）が左右、フック・リングが中央にあるタイプである。
- 屋根は肩部には機器冷却と空調用の空気取入口のルーバーが設置され、屋根上後端にパンタグラフと開閉器、台車上部に主電動機冷却用の冷却ファンが設置され、それ以外の部分には発電ブレーキ用の抵抗器が設置されている。
- 台枠は鋼材を箱型に組んで構成されており、台車もその中にはまり込む形で装備され、先頭部にスカートが取付けられているほか側面下部にも機器覆いが設置されている。床下には変圧器、位相制御用のコンバーターとそれらの冷却器が、車体内機器室には制御機器、電動空気圧縮機、空制機器、補機類が設置されている。
- 塗装
  - BLSグループの機体の車体塗装はクリーム色をベースとして、側面と正面下部と正面窓周り、後位側連結面を青とし、客用扉が茶色となっており、側面青色部に会社名のロゴとレタリングが入るものであった。
  - EBTグループの機体は車体塗装は赤をベースとして側面車体下部に白帯が入り、正面にもV字形に白線が入るもので、側面下部に会社のマークとロゴが入るものであった。
  - EBTグループの機体はBLS AGとなった際に赤ベースのまま、正面窓周りを黒、正面の下部前照灯部から車体角部を通り車体側面の上部につながる白帯が入り、正面中央と側面下部にBLSのマークが入るよう変更されている。
  - BLSレッチュベルク鉄道の2004年以降およびBLS AGの新塗装はライトグレーをベースに正面周りと客用扉部をライトグリーンとし、車体裾部に太い青帯を入れ、正面及び側面窓周りを黒、正面中央と側面窓下にBLSのマークを入れたものとなり、旧BLSグループ、旧EBTグループ双方の機体とも順次この塗装に変更されている。
  - 屋根上機器と屋根はライトグレーで屋根肩部はEBTグループの赤ベースの塗装の機体は赤、それ以外の塗装の機体はライトグレー、床下機器と台車、正面スカートと側面機器覆はダークグレーである。
  - 客室内は壁面、床ともに茶系色でまとめられ、座席は喫煙室が赤系、禁煙室が青系となっている。

### 走行機器
- 制御方式はサイリスタ位相制御で、変圧器で降圧した交流をサイリスタとダイオードによるブリッジ回路2組により位相制御して直流に変換して直流複巻電動機を制御する方式で、主電動機の分巻界磁も位相制御により制御され、主電動機は4台永久並列接続である。
- 主変圧器はTyp LOT2100でラジアル積層コアトランスでTyp 7100主平滑リアクトルとともにアルミ筐体に組み込まれて湯冷されるもので、入力15kV、出力/容量は走行用は235V-920kVAが2組、列車暖房用1070V-240kVA、補機駆動用235V-70kVA/195V-23kVA/155V-77kVAである。
- 位相制御用のコンバーターは素子を油冷却式のもので最大入力電圧564V（架線電圧18kV）、連続定格電流4000A、重量880kgである。
- 主変圧器冷却油とコンバーター冷却油の冷却はファンによる強制通風式で車体側面および肩部のルーバーから冷却気を吸入する。
- ブレーキ装置は電気ブレーキを外部電源より他励界磁を制御する発電ブレーキとして屋根上にブレーキ用抵抗器を搭載しているほか、空気ブレーキ、手ブレーキを装備し、基礎ブレーキ装置は両抱き式である。
- 主電動機は1時間定格出力425kWのBBC製Typ 4 FXM 3252直流複巻整流子電動機を4台搭載し、1時間定格牽引力88kN、最大牽引力188kNの性能を発揮する。冷却は屋根上に設置された台車毎のファンによる強制通風式で、冷却気は屋根上から吸入されて主電動機へ導かれる。
- 台車は軸距2700mm、車輪径910mmの鋼板溶接組立式ボルスタレス台車で、枕バネ、軸バネともにコイルバネとしている。
- 主電動機は台車枠に装荷されてカルダン駆動方式の一種であるBBCのゴムカップリングドライブ式のTyp BGA 20.01駆動装置で動輪に伝達される方式となっている。
- そのほか、パンタグラフはシングルアーム式のBBC製Typ BBC ESA 22-2500を1台搭載、主開閉器はTyp DBTF 20i200空気式、アレスタはTyp HML18でいずれも屋根上搭載、補機類は主電動機送風機2台、主変圧器およびコンバーター油冷却送風機1台、主変圧器用とコンバータ用のオイルポンプ各1台、電動空気圧縮機1台と蓄電池などを搭載している。

### 主要諸元
- 軌間：1435mm
- 電気方式：AC15kV 16.7Hz 架空線式
- 最大寸法：全長25000mm、全幅2850mm、屋根高3750mm
- 軸距：2700mm
- 動輪径：910mm
- 台車中心間距離：17600mm
- 自重：71t
- 定員：55名（座席）
- 走行装置
  - 主制御装置：サイリスタ位相制御、弱界磁制御
  - 主電動機：Typ 4 FXM 3522直流複巻整流子電動機×4台（重量1530kg、連続定格出力390kW[19]、1時間定格出力：425kW[20]、最大電流：1050A、最大界磁電流400A）
  - 減速比：3.95
- 牽引力：80kN（1時間定格出力、69km/h）、88kN（1時間定格出力、68km/h）、186kN（最大）
- 最高速度：125km/h
- ブレーキ装置：発電ブレーキ、空気ブレーキ、手ブレーキ

## 制御客車・中間車
- 本機の製造にあわせて同形態の制御客車、中間車が製造されて編成を組んでいる。なお、中間車には1957-63年製のEW I[21]形客車を自動扉化などの小改造、塗装変更した車両も使用されている。
- 1994、1995年にはEW I客車の車体を2分割して間に低床式の連接車体を挿入したバリアフリー対応、2車体3台車のB 600形（通称「B Jumbo」）[22]が31両製造されて編成に組み込まれている。

制御客車・中間車の各ロットの機番と製造時所属、製造年は以下の通り
BLSグループ、BLSレッチュベルク鉄道の車両
- ABt（制御客車、座席定員1等24、2等39名、自重35.8t）
  - 954-955 - BLS - 1981-82年
  - 971-972 - SEZ - 1981-82年
  - 982-986 - GBS - 1981-82年
  - 992 - BN - 1981-82年
  - 956 - BLS - 1984-85年
  - 973-974 - SEZ - 1984-85年
  - 987-989 - GBS - 1984-85年
  - 995-996 - BN - 1984-85年
  - 975 - SEZ - 1991-92年
  - 979 - GBS - 1991-92年
  - 995-996 - BN - 1991-92年
- B（中間車、座席定員80名、自重35.0t）	
  - 770-773 - SEZ - 1981-82年
  - 780-783 - GBS - 1981-82年
  - 790 - BN - 1981-82年
  - 700 - BLS - 1984-85年
  - 784-786 - GBS - 1984-85年
  - 791,792 - BN - 1984-85年
- B（中間車、B Jumbo）
  - 600-615 - BLS Lötschbergbahn - 2004-07年

EBTグループ、ミッテルランド地域交通の車両
- ABt（制御客車）
  - 927-933 - EBT - 1984-85年
  - 962-965 - VHB - 1984-85年
  - 982-983 - SMB - 1984-85年
    - （2002年に930-942に改番）

  - 934 - EBT - 1991-92年
    - （2002年に990に改番）
- B（中間車）
  - 511-514 - EBT - 1984-85年
  - 560 - VHB - 1984-85年
  - 585 - SMB - 1984-85年
    - （2002年に930-942に改番）
- B（中間車、B Jumbo）
  - 520-524 - RM

## 運行

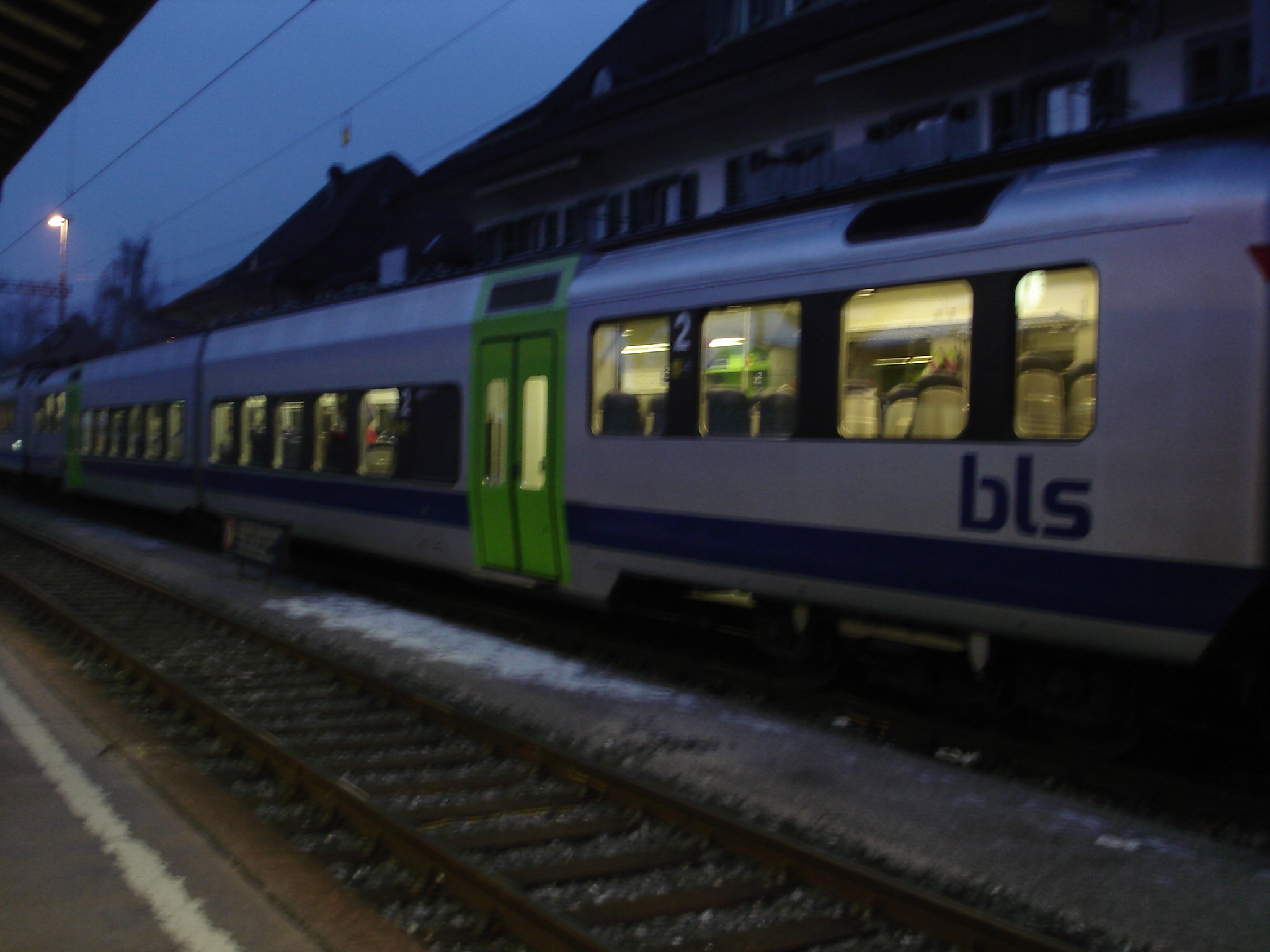
B Jumbo、低床部のみ新車体

- ベルン-レッチュベルク-シンプロン鉄道では1982年5月のダイヤ改正より区間列車用として、ベルンとブリーク間のレッチュベルクルート（レッチュベルクトンネル）を越える本線系のほか各支線でも使用されている。
- 同じBLSグループのシュピーツ-エルレンバッハ-ツヴァイジメン鉄道、ギュルベタル-ベルン-シュヴァルツェンブルク鉄道、ベルン-ノイエンブルク鉄道に投入された機体もそれぞれ各線で使用されていたが、BLSレッチュベルク鉄道への統合により全機が共通で使用されるようになった。
- ベルン-レッチュベルク-シンプロン鉄道では制御客車と主にEW I形を中間車として使用され、グループ各社では中間車も同型のものを主に使用して2-4両編成程度で使用され、編成ごとの重連で運用されることもあった。また、近年では編成にバリアフリー対応のB 600形を組み込むことが多くなっている。
- Sバーン用での運用ではRABe525形（通称NINA[23]）と共に使用されており、2004年以降はS2系統とS33系統で使用されているほか、一部はスイス国鉄線内でも使用されている。
- EBTグループでも同様に区間列車やSバーン用に使用され、BLS AGに統合された後は旧BLS線内で運用されることもある。

## 同形機

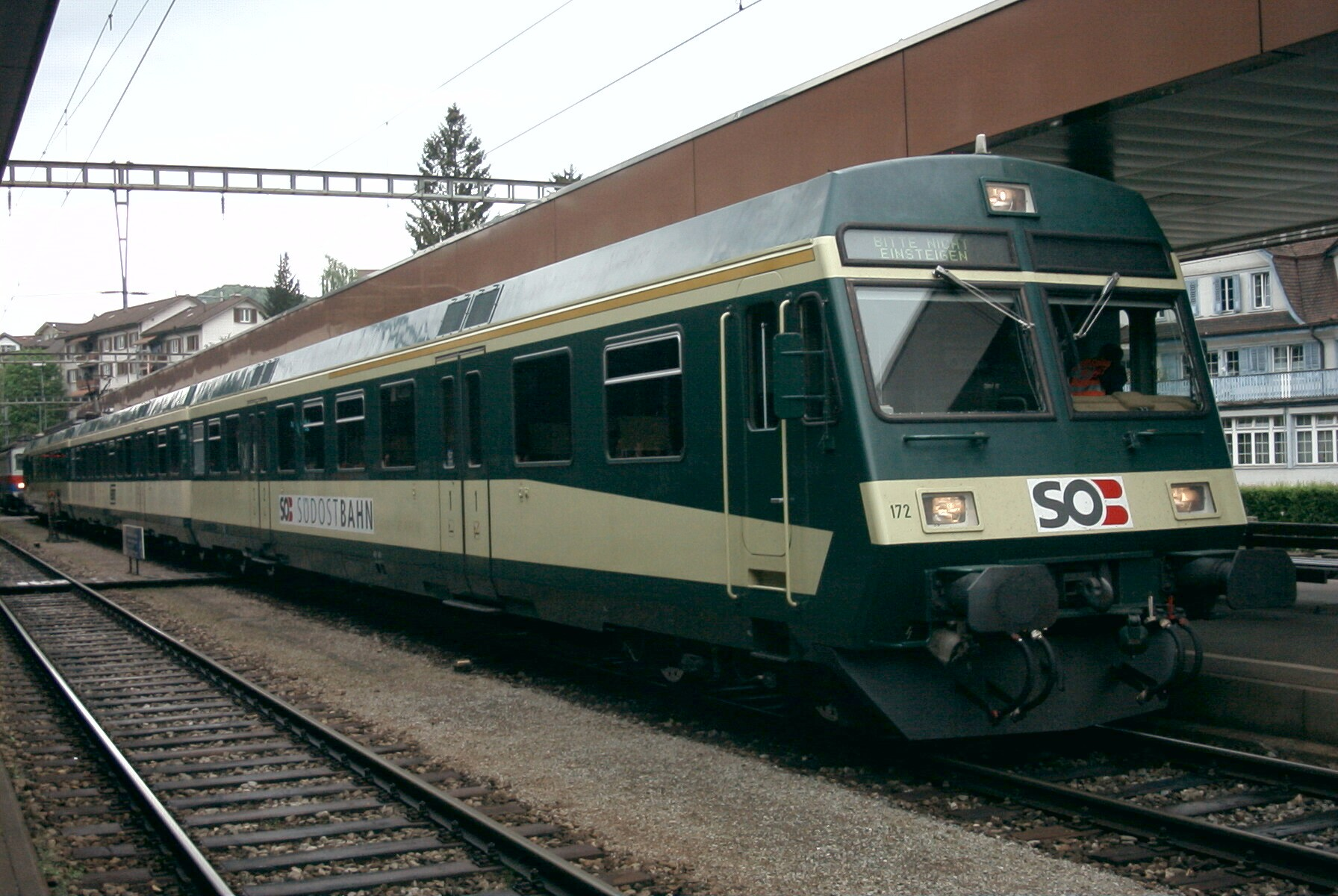
SOB（元BT）のABt 172 - B 374 - RBDe566 072の編成

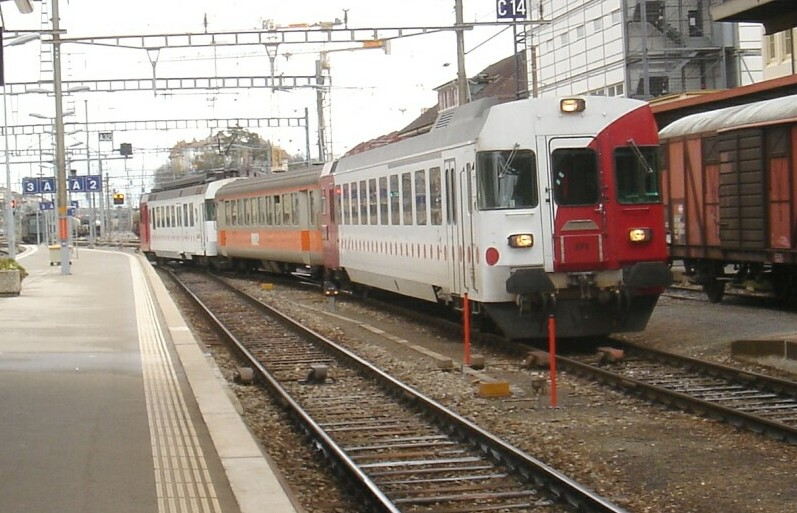
TPF（元GFM）のABt 371 - B 362 - RBDe567 171の編成

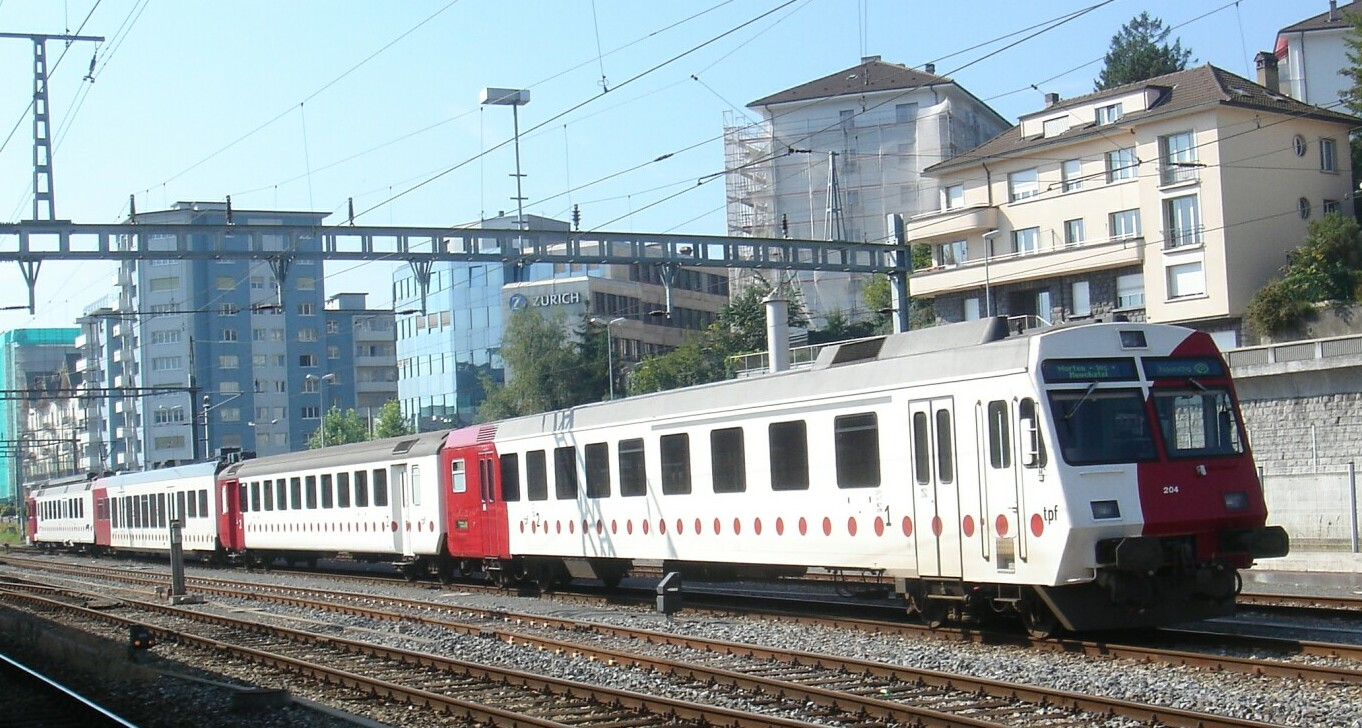
TRN（元RVT）のABt 204 - B 361 - B 369 - RBDe567 316の編成

本機を含む「Privatbahn-NPZ」もしくは「EAV-Triebwagen II」は総計49両が製造されており、BLS AG以外の機体は以下の通りである。
- ボーデンゼー-トゲンブルク鉄道ではディスクブレーキ付台車、同型制御客車、中間車による半固定編成のRBDe4/12形として1982年から71-76号機の6編成が製造され、現在ではスイス南東鉄道の所属となり、形式もUIC形式のRBDe566形071-076号機となっている。
- フリブール・グリュエール-フリブール-モラ鉄道では1983年に両運転台、前面が幌付貫通式、トイレ付のRBDe4/4形として171、172号機の2両が製造され、また、1991年にはヴァル＝ド＝トラヴェール地域鉄道の同形機104号機を譲受して173号機としている。また、同型の制御客車Bt 371、373の2両も製造されている。さらに1991年にはBLSのRBDe4/4形と同じ片運転台タイプの181、182号機と制御客車のBt 381、382を増備している。なお、現在ではフリブール公共交通の所属となり、形式名もUIC形式のRBDe567形171-173、181、182号機となっている。
- ヴァル＝ド＝トラヴェール地域鉄道では1983年にフリブール・グリュエール-フリブール-モラ鉄道と同形の両運転台タイプをRBDe4/4形104、105号機として、1985年と1991年にBLSと同形の片運転台タイプとRBDe4/4形106、107号機と同型の制御客車ABt204-206を製造している。なお、1991年には104号機をフリブール・グリュエール-フリブール-モラ鉄道に譲渡し、残存機は現在ではヌーシャテル地域交通の所属となり、形式名もUIC形式のRBDe567形105-107号機となっている。

## 参考資料
- R. Rüegg 『Class RBDe 4/4 Motorcoaches for Shuttle-Service Trains od Swiss Standartd Gauge Railways』 「Brown Boveri Rev. 1/2-82」
- Patrick Belloncle, Rolf Grossenbacher, Christian Müller, Peter Willen 「Das grosse Buch der Lötschbergbahn Die BLS und ihre mitbetriebenen bahnen SEZ, GBS, BN」 （Viafer） ISBN 3-9522494-1-6
- Hans-Bernhard Schönborn 「Schweizer Triebfahrzeuge」 （GeraMond） ISBN 3-7654-7176-3